# Szorobán
A szorobán, szoroban (算盤, そろばん; Hepburn: soroban) egy Japánban kifejlesztett számolóeszköz. Elődje a kínai suanpan, ami 1600 körül vált népszerűvé Japánban, habár Kínában már a 14. században a mindennapok része volt. Az asztalra fektetve, fél kézzel számolnak rajta. Páratlan számú rudat tartalmaz, melyeket egy keret vesz körbe. Hajlékonyabban kezelhető, de több tudást igényel, mint európai rokonai. A suanpanhoz hasonlóan még ma is használják, az elektronikus zsebszámológépek elterjedése ellenére. Magyarországon 1990-ben jelent meg, és azóta a matematikatanításban is használják. Versenyeket 1996 óta rendeznek, és az érdeklődés évről évre nő. Ma már Magyarországon is lehet szorobánból Kyú vizsgát tenni; az eredményt igazoló oklevelet Japánban állítják ki.
Neuropszichológiai vélemények szerint a szorobán használata mindkét agyféltekét igénybe veszi. A fejben való szorobánozás fejleszti mind a képi emlékezetet, mind a szám- és szövegemlékezetet, valamit javítja a fejszámolás képességét. Ilyenkor egy elképzelt szorobánon számolnak, és csak utólag ellenőrzik az eredményeket. Segíti a finommozgásokat és a figyelmet, gondolkodásra szoktat. Könnyen szemléltethetők a helyi értékek, az átváltások, a maradékos és a közönséges osztás. Még az enyhe értelmi fogyatékos vagy diszkalkuliás gyerekeken is segít. A Magyar Szorobántársaság elnöke Mátyásné Kokovay Jolán több mint négyezer tanárral ismertette meg a szorobánt.

## Szerkezete

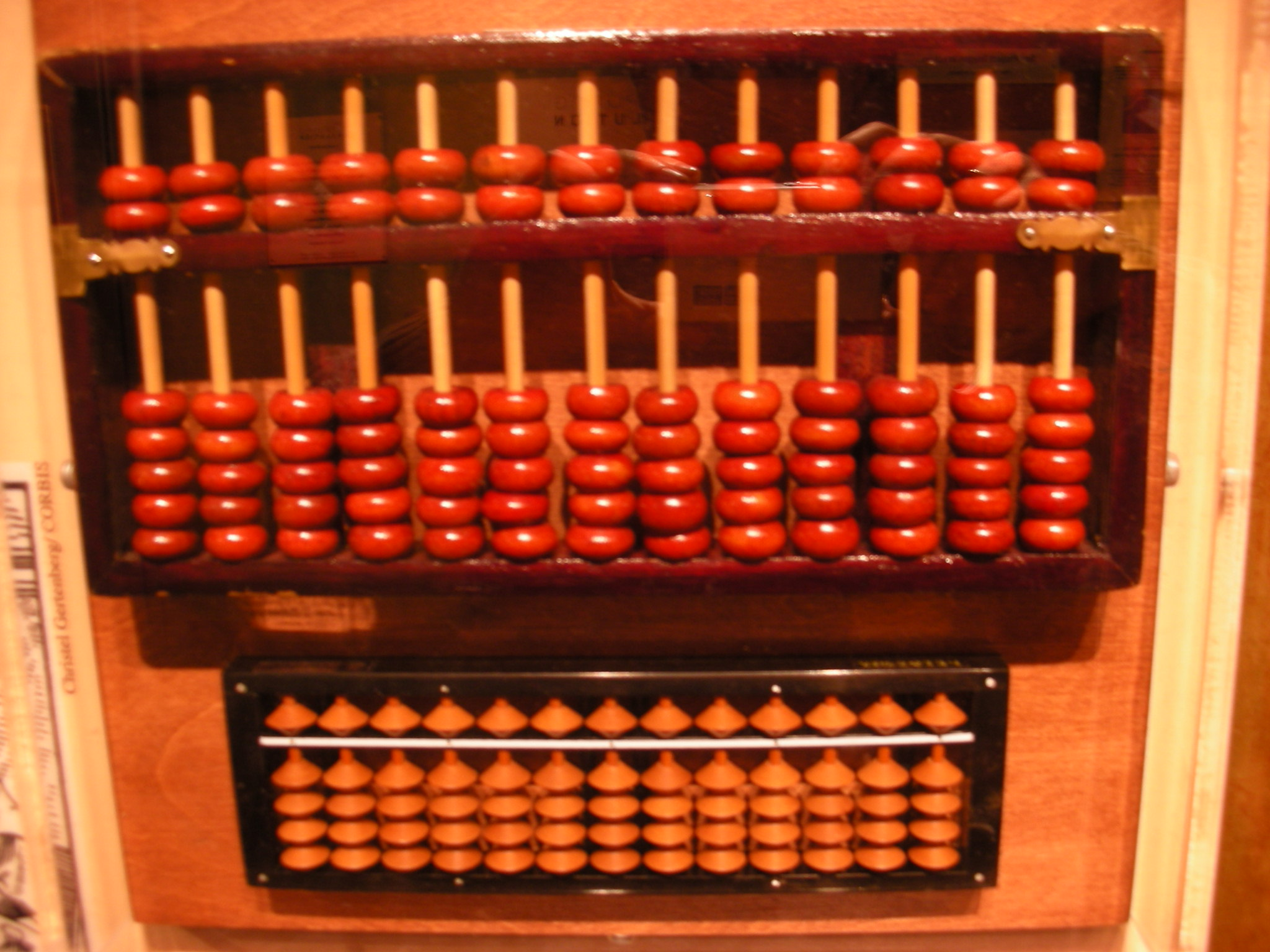
Suanpan (fent) és szorobán (lent). Mindkettő szabvány méretű, és 13 rudas

A szorobán páratlan számú oszlopból vagy rúdból áll, mindegyiken gyöngyökkel: egy, a többitől elválasztott gyöngy (égi gyöngy) ötöt, a többi négy gyöngy (földi gyöngy) egyet ér. Ez a szerkezet a kevesebb gyöngy ellenére a suanpannal megegyező kifejezőerőt ad.
A szorobán rúdjainak száma mindig páratlan, és nagyobb, mint kilenc. Többnyire 13 rudas, de gyakoriak a 21, 23, 27 vagy akár 31 rudas szorobánok. Ez lehetővé teszi a pontosabb számolást, vagy több szám kijelzését is. Minden oszlop egy jegyet reprezentál, ezért több rúdon több jegy hozható létre.
A szorobánt különféle anyagból építik. Vannak fából, fémből, rattanból vagy bambuszból készült példányai. A gyöngyök két végükön kicsúcsosodnak. Rendszerint fából vannak, de lehetnek kőből, márványból vagy műanyagból is, különösen a Japánon kívül készült példányok.
Kínai rokonától eltérően minden harmadik oszlop meg van jelölve. Ezek az egységoszlopok. Ezek közül az egyik lesz az egészrész vége a számításokban. Ettől jobbra vannak a tizedesjegyek, kivéve, ha szorzásról vagy osztásról van szó. A jelölések lehetővé teszik a nagyobb számok jegyeinek ezres csoportosítását, ami a kínai rokonon nem található meg.

## Használata
Az összeadást és a kivonást a suanpanhoz hasonlóan végzik. Az összeadás átvitelét és a kivonást a tízes komplementer hozzáadásával vagy kivonásával végzik, a következő tízes egységet hozzáadva, vagy levonva.
A szorzásra és az osztásra több módszert is kifejlesztettek. A Japán Abakusz Bizottság a standard módszereket ajánlja, amelyek csak a szorzótábla ismeretét igénylik. Gyorsaságuk és hatásosságuk miatt választották őket. Ezek a módszerek suanpanon és régebbi, több gyöngyös szorobánon is használhatók.

## Mai használata

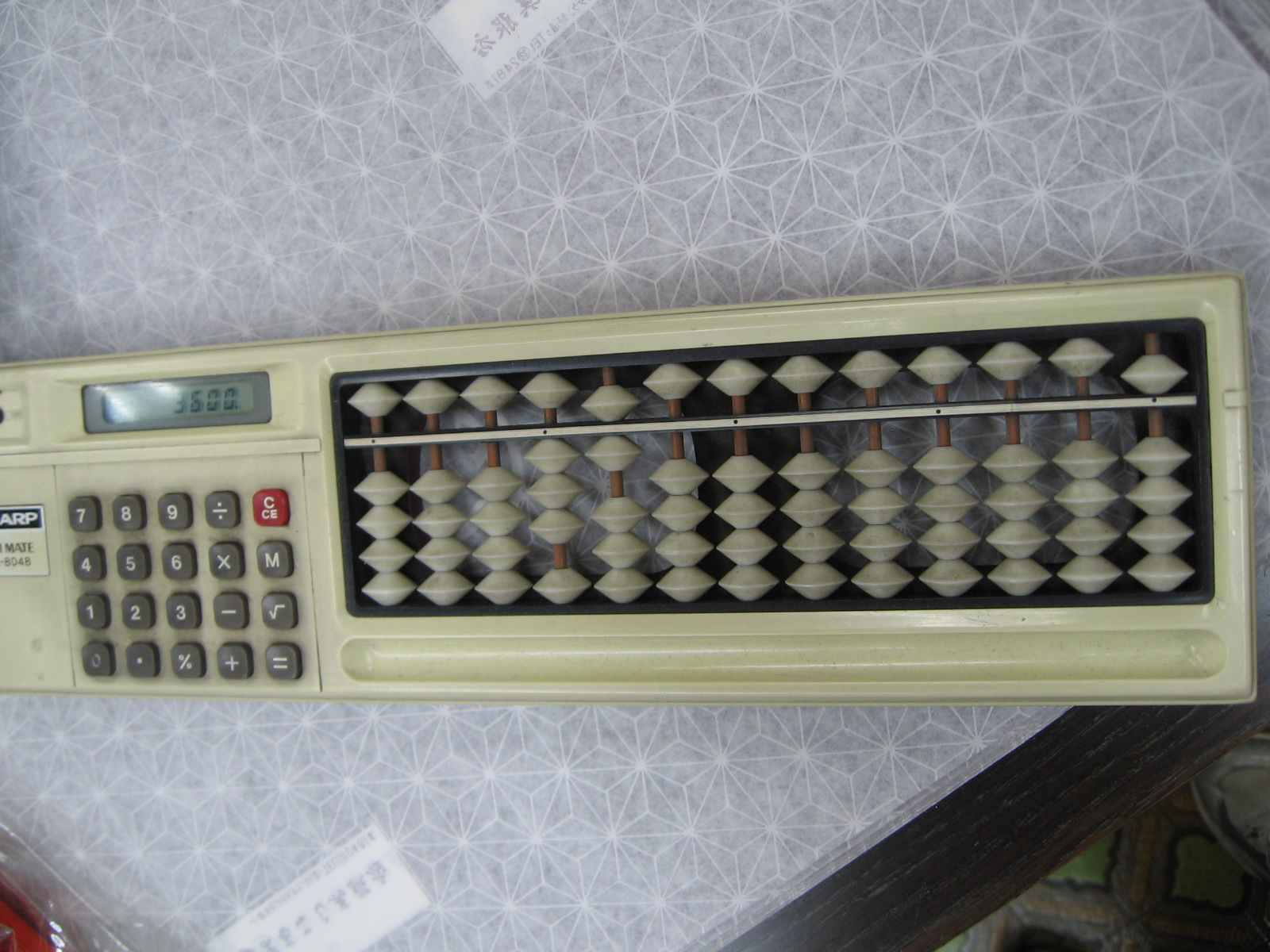
SHARP ELSI MATE EL-8048 típusú egybeépített szorobán és elektronikus zsebszámológép. 1979 óta gyártják, és ma is használják Japánban

A számológépek elterjedése ellenére a szorobán még mindig népszerű. A Japán Kereskedelmi és Ipari Kamara vizsgáztatja a szorobán felhasználóit. A mestereknek hat szintjük van, az erős haladótól (hatos) azokig, akik már tényleg mindent ki tudnak számolni szorobánon, amit csak lehet. Akik legalább hármas szintet elértek, azok dolgozhatnak az állami szervezetekben.
Az eszközt az általános iskolai matematikatanításban is használják, mivel kiválóan alkalmas a tízes számrendszer bemutatására. A tanárok az órákon énekelve adják az utasításokat. Az általános iskolások gyakran két szorobánt is visznek magukkal, egy újabb és egy régibb, öt földi és egy égi gyöngyös típust.
A tapasztalt szorobánosok a fejszámolásban (japánul: anzan) is jobbak a legtöbb embernél. Ugyanis a szorobán tanítása közben többször is előzőleg fejben kell végigjátszani a számításokat, mielőtt a valódi szorobánon ellenőriznék az eredményt. Sok szülő ezért küldi szorobániskolába a gyerekét.
A szorobán a vakoknak készített abakuszok mintájául is szolgált. Az egyiken a felhasználók korongokat forgatnak gyöngyök helyett. A másik a Cranmer-abakusz, gömbölyű gyöngyökkel, hosszabb rudakkal és bőr háttérrel, hogy a gyöngyök ne mozduljanak el használat közben.

## Története
A szorobán kinézetében is emlékeztet elődjére, a kínai suanpanra. A gyöngyök száma ellenben a római abakuszra hasonlít: egy fent, és négy lent.
A legtöbb történész egyetért abban, hogy a suanpan koreai közvetítéssel került Japánba a 15. században. A korai szorobánok gyöngyeit egy kicsit módosították, hogy könnyebben lehessen őket kezelni. Két gyöngy volt fent, és öt lent minden oszlopban. Bár a kereskedők megjelenése óta használták, a 17. századig nem terjedt el. Számolóművészek népszerűsítették akkoriban, mint Mōri Shigeyoshi és Yoshida Mitsuyoshi. Az Edo-korszakban sokat vizsgálták a japán matematikusok, köztük Seki Kowa. Az eredmények ismeretében alakítottak a szorobánon és a rajta végzett számítási algoritmusokon is.
Abban az időben, amikor a japán pénzrendszert tizenhatosról tízes számrendszerűvé alakították, a gyöngyök számát is csökkentették. 1850 körül a két égi gyöngy közül eltávolították az egyiket. Az új szerkezetet a Meidzsi-korig a suanpannal párhuzamosan használták, amikor is a japánok végleg elhagyták a suanpant. 1891-ben Irie Garyū alakította ki a ma ismert szorobánt, ami egy égi, és négy földi gyöngyöt tartalmaz. 1930-tól rendszeresítették, és az 1940-es évektől terjedt el.
A suanpan használata a szorzótábla mellett az osztótábla ismeretét is igényelte. A tábla használatán alapuló módszert a japánok kyūkihō, az osztótáblát hassan néven emlegették. Habár Momokawa Chubei 1645-ben már használta a később standard módszer néven ismert osztótábla nélküli algoritmust, az osztótábla a tizenhatos számrendszer használata miatt sokáig nem ment ki a használatból. 1935 óta a standard módszert tanítják, mivel a korábbi módszerhez a bonyolult szerkezetű osztótáblát a szorzótáblához hasonlóan kellett tudni.

## Versenyben az elektronikus számológéppel
1946. november 12-én Tokióban versenyt rendeztek a szorobán és a számológép között. A szorobánon Kiyoshi Matsuzaki, a számológépen Thomas Nathan Wood számolt. Mind a sebességet, mind a pontosságot pontozták. Voltak feladatok mind a négy alapműveletre, és egy összetett feladat, ami az összes alapműveletet tartalmazta. A szorobán 4 : 1 arányban nyert; a számológép csak a szorzásban volt jobb. A Nippon Times szerint az eredmény megrázta a civilizációt. A Stars and Stripes szerint a szorobán döntő győzelme egy lépéssel visszavetette a gépek korát.
A versenyfeladatok:
- Öt összeadás minden futamban, egyenként ötven, három-hat jegyű taggal. A szorobán két egymást követő futamban nyert.
- Öt kivonás minden futamban, hat-nyolc jegyű kisebbítendővel és kivonandóval. A szorobán az első és a harmadik futamban nyert; a második futam döntetlenre végződött.
- Öt szorzás minden futamban, öt-tizenkét jegyű tényezőkkel. A számológép nyert az első és a harmadik futamban, és a szorobán a másodikban.
- Öt osztás minden futamban, öt-tizenkét jegyű osztandóval és osztóval. A szorobán nyert az első és a harmadik futamban, és a számológép a másodikban.

Az összetett feladatot a szorobán pontosan válaszolta meg, ezzel megnyerte ezt a kört.
- Harminc hat jegyű szám összeadása
- Három kivonás hat jegyű számokkal
- Három szorzás, benne mindkét összeg öt-tizenkét jegyű
- Három osztás, benne mindkét összeg öt-tizenkét jegyű

A számológépek fejlődése ellenére ez a mutatvány még ma is megismételhető.